# Хошун (КНР)
Хошу́н (кит. упр. 旗, пиньинь qí, палл. ци, монг. ᠬᠣᠰᠢᠭᠤ) — административно-территориальная единица в автономном районе Внутренняя Монголия (Китай). По своим административным функциям соответствуют уездам. Также существуют автономные хошуны, соответствующие автономным уездам.
В настоящее время в КНР имеется 49 хошунов и 3 автономных хошуна:

## Алашань
- Алашань-Цзоци (кит. упр. 阿拉善左旗, пиньинь Ālāshàn Zuǒ Qí, монг. Алшаа Зүүн хошуу)
- Алашань-Юци (кит. упр. 阿拉善右旗, пиньинь Ālāshàn Yòu Qí, монг. Алшаа Баруун хошуу)
- Эцзинь (кит. упр. 额济纳旗, пиньинь Éjìnà Qí, монг. Эзнээ хошуу)

## Баян-Нур
- Урад-Хоуци (кит. упр. 乌拉特后旗, пиньинь Wūlātè Hòu Qí, монг. Урадын хойд хошуу)
- Урад-Цяньци (кит. упр. 乌拉特前旗, пиньинь Wūlātè Qián Qí, монг. Урадын Өвөр хошуу)
- Урад-Чжунци (кит. упр. 乌拉特中旗, пиньинь Wūlātè Zhōng Qí, монг. Урадын Дунд хошуу)
- Хангин-Хоуци (кит. упр. 杭锦后旗, пиньинь Hángjǐn Hòu Qí, монг. Хангин Ар хошуу)

## Баотоу
- Объединённый хошун Дархан-Муминган (кит. упр. 达尔罕茂明安联合旗, пиньинь Dá'ěrhǎn Màomíng'ān Liánhé Qí, монг. Дархан Муумянганы хошуу)
- Тумэд-Юци (кит. упр. 土默特右旗, пиньинь Tǔmòtè Yòu Qí, монг. Түмэд хошуу)

## Ордос
- Далат (кит. упр. 达拉特旗, пиньинь Dálātè Qí, монг. Далт хошуу)
- Зунгар (кит. упр. 准格尔旗, пиньинь Zhǔngé'ěr Qí, монг. Зүүнгар хошуу)
- Отог (кит. упр. 鄂托克旗, пиньинь Ètuōkè Qí, монг. Отог хошуу)
- Отог-Цяньци (кит. упр. 鄂托克前旗, пиньинь Ètuōkè Qián Qí, монг. Отог Өвөр хошуу)
- Ушин-Ци (кит. упр. 乌审旗, пиньинь Wūshěn Qí, монг. Үшэн хошуу)
- Хангин (кит. упр. 杭锦旗, пиньинь Hángjǐn Qí, монг. Хангин хошуу)
- Эзэн-Хоро (кит. упр. 伊金霍洛旗, пиньинь Yījīnhuòluò Qí, монг. Эзэн Хороо хошуу)

## Тунляо
- Джаруд (кит. упр. 扎鲁特旗, пиньинь Zālǔtè Qí)
- Найман (кит. упр. 奈曼旗, пиньинь Nàimàn Qí)
- Хорчин-Цзоихоуци (кит. упр. 科尔沁左翼后旗, пиньинь Kē'ěrqìn Zuǒyì Hòu Qí)
- Хорчин-Цзоичжунци (кит. упр. 科尔沁左翼中旗, пиньинь Kē'ěrqìn Zuǒyì Zhōng Qí)
- Хурэ (кит. упр. 库伦旗, пиньинь Kùlún Qí)

## Улан-Цаб
- Чахар-Юицяньци (кит. упр. 察哈尔右翼前旗, пиньинь Cháhā'ěr Yòuyì Qián Qí, монг. Цахар Баруун Өвөр Хошуу)
- Чахар-Юичжунци (кит. упр. 察哈尔右翼中旗, пиньинь Cháhā'ěr Yòuyì Zhōng Qí, монг. Цахар Баруун Дунд Хошуу)
- Чахар-Юихоуци (кит. упр. 察哈尔右翼后旗, пиньинь Cháhā'ěr Yòuyì Hòu Qí, монг. Цахар Баруун Ар Хошуу)
- Сыцзыван (кит. упр. 四子王旗, пиньинь Sìzǐwáng Qí, монг. Сизиван Хошуу)

## Хинган
- Джалайд (кит. упр. 扎赉特旗, пиньинь Zālàitè Qí, монг. Жалайд хошуу)
- Хорчин-Юицяньци (кит. упр. 科尔沁右翼前旗, пиньинь Kē'ěrqìn Yòuyì Qián Qí, монг. Хорчин Баруун Өвөр хошуу)
- Хорчин-Юичжунци (кит. упр. (科尔沁右翼中旗, пиньинь Kē'ěrqìn Yòuyì Zhōng Qí, монг. Хорчин Баруун Дунд хошуу)

## Хулун-Буир
- Арун-Ци (кит. упр. 阿荣旗, пиньинь Āróng Qí, монг. Арун хошуу)
- Шинэ-Барга-Цзоци (кит. упр. 新巴尔虎左旗, пиньинь Xīnbā'ěrhǔ Zuǒ Qí, монг. Шинэ Барга Зүүн хошуу)
- Шинэ-Барга-Юци (кит. упр. 新巴尔虎右旗, пиньинь Xīnbā'ěrhǔ Yòu Qí, монг. Шинэ Барга Баруун хошуу)
- Чэнь-Барга-Ци (кит. упр. 陈巴尔虎旗, пиньинь Chénbā'ěrhǔ Qí), монг. Хуучин Барга хошуу)
- Морин-Дава-Даурский автономный хошун (кит. упр. 莫力达瓦达斡尔族自治旗, пиньинь Mòlìdáwǎ Dáwò'ěrzú Zìzhìqí, монг. Морин Давааны Дагуур өөртөө засах хошуу)
- Ороченский автономный хошун (кит. упр. 鄂伦春自治旗, пиньинь Èlúnchūn Zìzhìqí, монг. Орочоны өөртөө засах хошуу)
- Эвенкийский автономный хошун (кит. упр. 鄂温克族自治旗, пиньинь Èwēnkèzú Zìzhìqí, монг. Эвенкийн өөртөө засах хошуу)

## Хух-Хото
- Тумэд-Цзоци (кит. упр. 土默特左旗, пиньинь Tǔmòtè Zuǒ Qí, монг. ᠲᠦᠮᠡᠳ ᠵᠡᠬᠦᠨ ᠬᠣᠰᠢᠭᠤ, Түмэд зүүн хошуу)

## Чифэн
- Аохан-Ци (кит. упр. 敖汉旗, пиньинь Áohàn Qi, монг. Аохань хошуу)
- Ар-Хорчин-Ци (кит. упр. 阿鲁科尔沁旗, пиньинь Ālǔkē'ěrqìn Qí, монг. Ар Хорчин хошуу)
- Байрин-Цзоци (кит. упр. 巴林左旗, пиньинь Bālín Zuǒ Qí, монг. Баарин Зүүн хошуу)
- Байрин-Юци (кит. упр. 巴林右旗, пиньинь Bālín Yòu Qí, монг. Баарин Баруун хошуу)
- Оннюд-Ци (кит. упр. 翁牛特旗, пиньинь Wēngniútè Qí, монг. Онниуд хошуу)
- Хэшигтэн-Ци (кит. упр. 克什克腾旗, пиньинь Kèshíkèténg Qí, монг. Хишигтэн хошуу)
- Харачин-Ци (кит. упр. 喀喇沁旗, пиньинь Kālāqìn Qí, монг. Харчин хошуу)

## Шилин-Гол
- Абга-Ци (кит. упр. 阿巴嘎旗, пиньинь Ābāgā Qí, монг. Авга хошуу)
- Дун-Уджимчин-Ци (кит. упр. 东乌珠穆沁旗, пиньинь Dōng Wūzhūmùqìn Qí, монг. Зүүн Үзэмчин хошуу)
- Сунид-Цзоци (кит. упр. 苏尼特左旗, пиньинь Sūnítè Zuǒ Qí, монг. Зүүн Сөнөд хошуу)
- Сунид-Юци (кит. упр. 苏尼特右旗, пиньинь Sūnítè Yòu Qí, монг. Баруун Сөнөд хошуу)
- Хобот-Шара (кит. упр. 镶黄旗, пиньинь Xiānghuáng Qí, монг. Шар Тугтан Харуулын хошуу)
- Тайбус-Ци (кит. упр. 太仆寺旗, пиньинь Tàipúsì Qí, монг. Тайвс хошуу)
- Си-Уджимчин-Ци (кит. упр. 西乌珠穆沁旗, пиньинь Xī Wūzhūmùqìn Qí, монг. Баруун Үзэмчин хошуу)
- Шулун-Хух (кит. упр. 正蓝旗, пиньинь Zhènglán Qí, монг. Хөх Тугтан Харуулын хошуу)
- Шулун-Хобот-Цаган (кит. упр. 正镶白旗, пиньинь Zhèngxiāngbái Qí, монг. Шулуун хөвөөт цагаан хошуу)